# Eria binabayensis
Eria binabayensis är en orkidéart som beskrevs av Oakes Ames. Eria binabayensis ingår i släktet Eria och familjen orkidéer.
Artens utbredningsområde är Filippinerna. Inga underarter finns listade i Catalogue of Life.